# Agaricus bernardii
Agaricus bernardii é um fungo que pertence ao gênero de cogumelos Agaricus na ordem Agaricales.

## Taxonomia
A espécie foi descrita cientificamente pela primeira vez pelo micologista francês Lucien Quélet como Psalliota bernardi em 1879, com base em coletas feitas em La Rochelle, um porto no Golfo da Biscaia, França. Pier Andrea Saccardo transferiu o cogumelo para o gênero Agaricus em 1887. Outros sinônimos incluem Psalliota bernardii, Pratella bernardii, Fungus bernardii, r Agaricus campestris subsp. bernardii.
A classificação infra-genérica de A. bernardii ainda não está muito bem determinada. Na classificação proposta em 1978 por Paul Heinemann, a espécie foi alocada na subseção Bitorques da seção Agaricus. Embora o cogumelo tenha algumas semelhanças com espécies da seção Duploannulatae como na estrutura do véu parcial e sua tendência a adquirir uma coloração avermelhada, a análise molecular mostra que ela não pertence a esta seção. Um estudo anterior, realizado em 1999, sugere que esteja estreitamente relacionado com o "clado Agaricus", que contém A. subperonatus, A. devoniensis, A. bisporus, A. spissicaulis, A. bitorquis, e A. impudicus. Em 1986, Henri Romagnesi colocou o fungo na seção Chitonioides; Solomon Wasser rebaixou-a à subseção dos Duploannulatae em 1995, e depois demonstrou que tal decisão era consistente com as evidências moleculares disponíveis. Além deA. bernardii, as espécies que se enquadram no conceito da subseção Chitonioides de Wasser incluem A. rollanii, A. bernardiiformis, A. gennadii, A. pequinii, e A. nevoi.
A espécie foi nomeada em homenagem ao seu primeiro coletor, G. Bernard. Em língua inglesa, o cogumelo é conhecido popularmente como "salt-loving mushroom".

## Descrição

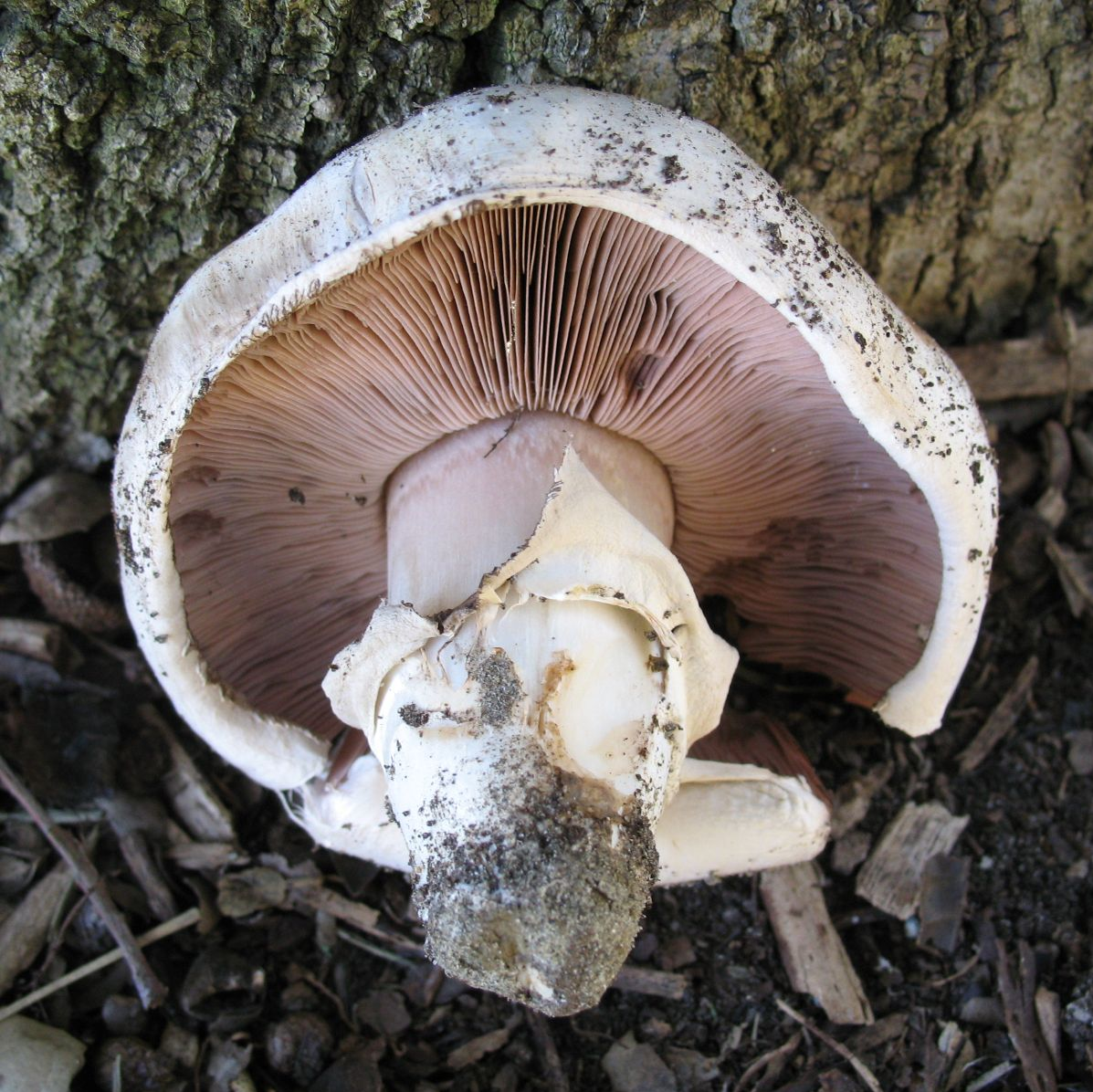
The gills are free from attachment to the stem, and crowded closely together.

Os corpos de frutificação de Agaricus bernardii tem píleos com formato convexo a achatado, e que atingem 5 a 15 cm de diâmetro. Sua superfície é seca e lisa, com uma cor branca ou de couro que pode desenvolver manchas acastanhadas na maturidade. Com o passar do tempo, aparecem verrugas e cascas na superfície. O carne é grossa, firme e fica laranja-avermelhada ou marrom-avermelhada quando cortada, embora esta reação pode acontecer de forma lenta Seu odor varia de leve a pungente. As lamelas estão livres de apego à estipe, e estão dispostas umas próximas as outras. Inicialmente rosa-cinzento a rosado, elas vão ficando marrom-avermelhada e depois castanho-chocolate a medida que os esporos amadurecem. A estipe é sólida (isto é, não é oca), firme e mede 4 a 10 cm de comprimento por 2 a 4 cm de espessura. Um véu parcial branco e borrachoso recobre as lamelas no cogumelo imaturo, e eventualmente persiste na forma de anel no meio do tronco.

## Habitat e distribuição
Agaricus bernardii é uma espécie sapróbica. Seus cogumelos crescem solitários, dispersos ou em grupos sobre o solo. Eles se desenvolvem em solos arenosos, em gramados, e habita áreas com alta concentração de sal, como ao longo das costas oceânicas e salinas. Antes uma espécie essencialmente marítima, o fungo se espalhou continente adentro graças a aplicação de sal para degelar as beiras das estradas. Os corpos de frutificação às vezes se formam sob o solo. Os cogumelos também podem crescer em anel de fadaanéis de fada, especialmente em terrenos descampados ou pastos. Um estudo tcheco determinou que os cogumlos são capazes de bioacumular prata de um solo contamido. Embora a concentração média de prata no solo é tipicamente menor que 1 miligrama por quilograma de terra, ela pode estar significativamente elevada próximo de áreas industriais como minas e fundições. A concentração deste mineral nos píleos tem níveis que podem alcançar 544 mg por kg do tecido do cogumelo (peso seco), valor duas vezes maior que na estipe.
A espécie é encontrada na Ásia, Europa, América do Norte (incluindo México) e Nova Zelândia.